# Llista de Béns Culturals d'Interès Nacional del Pallars Jussà
Llista de Béns Culturals d'Interès Nacional del Pallars Jussà inscrits en el Registre de Béns Culturals d'Interès Nacional (BCIN) del Departament de Cultura de la Generalitat de Catalunya per a la comarca del Pallars Jussà. Inclou els béns immobles més rellevants del patrimoni cultural que tenen la categoria de protecció de major rang com a unitat singular, conjunt, espai o zona amb valors culturals, històrics o tècnics.
L'any 2014, el Pallars Jussà comptava amb 53 béns culturals d'interès nacional classificats en 40 monuments històrics, 9 zones arqueològiques i 4 zones paleontològiques. A continuació es mostren les últimes dades disponibles ordenades per municipis.

## Patrimoni arquitectònic
| Monument                                                    | Protecció    | Estil/època              | Localització                             | Coordenades                                          | Codi?         | Imatge |
| ----------------------------------------------------------- | ------------ | ------------------------ | ---------------------------------------- | ---------------------------------------------------- | ------------- | --- |
| Castell d'Abella                                            | BCIN 250-MH  | Romànic XI               | Abella de la Conca                       | 42° 09′ 44″ N, 1° 05′ 36″ E / 42.162218°N,1.093224°E | RI-51-0006199 | Castell d'Abella (Abella de la Conca) · Vegeu més fotos d'aquest monument · Carregueu una nova foto d'aquest monument                              |
| Monestir de Santa Maria de Mur                              | BCIN 97-MH   | Romànic XI               | Castell de Mur                           | 42° 06′ 15″ N, 0° 51′ 30″ E / 42.104181°N,0.858239°E | RI-51-0000182 | Monestir de Santa Maria de Mur (Castell de Mur) · Vegeu més fotos d'aquest monument · Carregueu una nova foto d'aquest monument                    |
| Castell de Mur                                              | BCIN 320-MH  | Romànic XI               | Castell de Mur                           | 42° 06′ 18″ N, 0° 51′ 24″ E / 42.105001°N,0.85659°E  | RI-51-0006294 | Castell de Mur · Vegeu més fotos d'aquest monument · Carregueu una nova foto d'aquest monument                                                     |
| Castell de Guàrdia                                          | BCIN 647-MH  | Romànic XI               | Castell de Mur                           | 42° 06′ 04″ N, 0° 52′ 36″ E / 42.101168°N,0.876578°E | RI-51-0006295 | Castell de Guàrdia (Castell de Mur) · Vegeu més fotos d'aquest monument · Carregueu una nova foto d'aquest monument                                |
| Castell d'Aramunt, o Torre del Moro                         | BCIN 1188-MH | Romànic XI-XII           | Conca de Dalt                            | 42° 12′ 05″ N, 0° 59′ 57″ E / 42.201338°N,0.999257°E | RI-51-0006421 | Castell d'Aramunt (Conca de Dalt) · Vegeu més fotos d'aquest monument · Carregueu una nova foto d'aquest monument                                  |
| Castell de Claverol                                         | BCIN 1189-MH | Romànic XIV              | Conca de Dalt                            | 42° 14′ 42″ N, 0° 59′ 13″ E / 42.245081°N,0.986994°E | RI-51-0006422 | Castell de Claverol (Conca de Dalt) · Vegeu més fotos d'aquest monument · Carregueu una nova foto d'aquest monument                                |
| Torre de Perauba                                            | BCIN 1190-MH | Romànic Medieval         | Conca de Dalt Hortoneda                  | 42° 14′ 31″ N, 1° 05′ 26″ E / 42.242075°N,1.090492°E | RI-51-0006423 | Carregueu una nova foto d'aquest monument |
| Castell d'Hortoneda, Torre de Roca Santa o fortalesa        | BCIN 1191-MH | Romànic Medieval         | Conca de Dalt Hortoneda                  | 42° 14′ 48″ N, 1° 02′ 38″ E / 42.246587°N,1.043931°E | RI-51-0006424 | Torre de Roca Santa (Conca de Dalt) · Vegeu més fotos d'aquest monument · Carregueu una nova foto d'aquest monument                                |
| Castell de Toralla                                          | BCIN 1192-MH | Romànic                  | Conca de Dalt Toralla                    | 42° 15′ 53″ N, 0° 55′ 24″ E / 42.26469°N,0.92346°E   | RI-51-0006425 | Castell de Toralla (Conca de Dalt) · Vegeu més fotos d'aquest monument · Carregueu una nova foto d'aquest monument                                 |
| Castell de Sant Gervàs                                      | BCIN 886-MH  | Romànic X-XIII           | Gavet de la Conca Sant Miquel de la Vall | 42° 04′ 19″ N, 0° 58′ 09″ E / 42.071925°N,0.969168°E | RI-51-0006333 | Castell de Sant Gervàs (Gavet de la Conca) · Vegeu més fotos d'aquest monument · Carregueu una nova foto d'aquest monument                         |
| Castell de Montllor o Castell de l'Hostal Roi o Roig        | BCIN 887-MH  | Romànic X-XI             | Gavet de la Conca L'Hostal Roig          | 42° 02′ 19″ N, 0° 59′ 59″ E / 42.038625°N,0.999632°E | RI-51-0006334 | Castell de l'Hostal Roi (Gavet de la Conca) · Vegeu més fotos d'aquest monument · Carregueu una nova foto d'aquest monument                        |
| Castell de Toló                                             | BCIN 888-MH  | Romànic XI               | Gavet de la Conca Sant Salvador de Toló  | 42° 03′ 28″ N, 1° 01′ 54″ E / 42.057849°N,1.031601°E | RI-51-0006335 | Castell de Toló (Gavet de la Conca) · Vegeu més fotos d'aquest monument · Carregueu una nova foto d'aquest monument                                |
| Església de Santa Maria de Covet                            | BCIN 141-MH  | Romànic XII              | Isona i Conca Dellà Covet                | 42° 05′ 15″ N, 1° 04′ 13″ E / 42.08744°N,1.070143°E  | RI-51-0000187 | Església de Santa Maria de Covet (Isona i Conca Dellà) · Vegeu més fotos d'aquest monument · Carregueu una nova foto d'aquest monument             |
| Castell d'Orcau                                             | BCIN 350-MH  | Romànic XI               | Isona i Conca Dellà Orcau                | 42° 09′ 57″ N, 0° 58′ 58″ E / 42.165868°N,0.982714°E | RI-51-0006354 | Castell d'Orcau (Isona i Conca Dellà) · Vegeu més fotos d'aquest monument · Carregueu una nova foto d'aquest monument                              |
| Recinte fortificat d'Orcau                                  | BCIN 944-MH  | Obra popular Medieval    | Isona i Conca Dellà Orcau                | 42° 09′ 47″ N, 0° 58′ 56″ E / 42.163018°N,0.982241°E | RI-51-0006355 | Carregueu una nova foto d'aquest monument |
| Castell de Conques                                          | BCIN 945-MH  | Romànic Medieval         | Isona i Conca Dellà Conques              | 42° 07′ 10″ N, 1° 00′ 39″ E / 42.119540°N,1.0109°E   | RI-51-0006356 | Castell de Conques (Isona i Conca Dellà) · Vegeu més fotos d'aquest monument · Carregueu una nova foto d'aquest monument                           |
| Recinte fortificat d'Isona                                  | BCIN 946-MH  | Romà                     | Isona i Conca Dellà Isona                | 42° 06′ 58″ N, 1° 02′ 29″ E / 42.116071°N,1.041516°E | RI-51-0006357 | Recinte fortificat d'Isona (Isona i Conca Dellà) · Vegeu més fotos d'aquest monument · Carregueu una nova foto d'aquest monument                   |
| Castell de Castelltallat                                    | BCIN 947-MH  | Obra popular Medieval    | Isona i Conca Dellà Castelltallat        | 42° 07′ 07″ N, 0° 59′ 45″ E / 42.118666°N,0.995812°E | RI-51-0006358 | Castell de Castelltallat (Isona i Conca Dellà) · Vegeu més fotos d'aquest monument · Carregueu una nova foto d'aquest monument                     |
| Recinte fortificat de Figuerola d'Orcau                     | BCIN 948-MH  | Obra popular XIII        | Isona i Conca Dellà Figuerola d'Orcau    | 42° 07′ 50″ N, 0° 59′ 41″ E / 42.130563°N,0.994654°E | RI-51-0006359 | Recinte fortificat de Figuerola d'Orcau (Isona i Conca Dellà) · Vegeu més fotos d'aquest monument · Carregueu una nova foto d'aquest monument      |
| Castell de Llordà                                           | BCIN 1060-MH | Romànic XI-XIV           | Isona i Conca Dellà Llordà               | 42° 06′ 59″ N, 1° 05′ 27″ E / 42.116394°N,1.09072°E  | RI-51-0006353 | Castell de Llordà (Isona i Conca Dellà) · Vegeu més fotos d'aquest monument · Carregueu una nova foto d'aquest monument                            |
| Castell de Galliner                                         | BCIN 4083-ZA | Medieval                 | Isona i Conca Dellà Galliner, Orcau      | 42° 10′ 59″ N, 0° 56′ 34″ E / 42.183019°N,0.942642°E | IPA-25033     | Carregueu una nova foto d'aquest monument |
| Recinte fortificat de la vila de Llimiana                   | BCIN 990-MH  | Obra popular Medieval    | Llimiana                                 | 42° 04′ 34″ N, 0° 54′ 58″ E / 42.076114°N,0.916197°E | RI-51-0006384 | Recinte fortificat de la vila de Llimiana · Vegeu més fotos d'aquest monument · Carregueu una nova foto d'aquest monument                          |
| Recinte fortificat de la Pobla de Segur                     | BCIN 1280-MH | Obra popular XV-XVI      | La Pobla de Segur                        | 42° 14′ 54″ N, 0° 58′ 07″ E / 42.248296°N,0.968595°E | RI-51-0006439 | Recinte fortificat (la Pobla de Segur) · Vegeu més fotos d'aquest monument · Carregueu una nova foto d'aquest monument                             |
| Vila fortificada de Salàs de Pallars                        | BCIN 1383-MH | Obra popular XIII-XIV    | Salàs de Pallars                         | 42° 12′ 43″ N, 0° 55′ 57″ E / 42.211942°N,0.932382°E | RI-51-0006464 | Vila fortificada de Salàs (Salàs de Pallars) · Vegeu més fotos d'aquest monument · Carregueu una nova foto d'aquest monument                       |
| La Torre del Xut, o Torre de Lledós                         | BCIN 1384-MH | Obra popular Medieval    | Salàs de Pallars                         | 42° 12′ 28″ N, 0° 56′ 17″ E / 42.20768°N,0.938045°E  | RI-51-0006465 | La Torre del Xut (Salàs de Pallars) · Modifica el valor a Wikidata · Vegeu més fotos d'aquest monument · Carregueu una nova foto d'aquest monument |
| La Torre d'Alsamora                                         | BCIN 1447-MH | Romànic XI               | Sant Esteve de la Sarga Alsamora         | 42° 04′ 53″ N, 0° 43′ 41″ E / 42.081505°N,0.727926°E | RI-51-0006467 | La Torre d'Alsamora (Sant Esteve de la Sarga) · Vegeu més fotos d'aquest monument · Carregueu una nova foto d'aquest monument                      |
| La Torre d'Estorm, o Torre Mora                             | BCIN 1448-MH | Romànic XI               | Sant Esteve de la Sarga Estorm           | 42° 05′ 11″ N, 0° 50′ 28″ E / 42.086513°N,0.841078°E | RI-51-0006468 | La Torre d'Estorm (Sant Esteve de la Sarga) · Vegeu més fotos d'aquest monument · Carregueu una nova foto d'aquest monument                        |
| Vila closa de Moror                                         | BCIN 1449-MH | Romànic XI               | Sant Esteve de la Sarga                  | 42° 04′ 44″ N, 0° 50′ 07″ E / 42.078994°N,0.835182°E | RI-51-0006469 | Vila closa de Moror (Sant Esteve de la Sarga) · Vegeu més fotos d'aquest monument · Carregueu una nova foto d'aquest monument                      |
| Castell de Bellera                                          | BCIN 1547-MH | Obra popular XI          | Sarroca de Bellera                       | 42° 21′ 32″ N, 0° 52′ 52″ E / 42.358878°N,0.881236°E | RI-51-0006478 | Carregueu una nova foto d'aquest monument |
| Castellgermà                                                | BCIN 1548-MH | Obra popular XI          | Sarroca de Bellera                       | 42° 22′ 31″ N, 0° 51′ 46″ E / 42.37526°N,0.862801°E  | RI-51-0006479 | Castellgermà (Sarroca de Bellera) · Vegeu més fotos d'aquest monument · Carregueu una nova foto d'aquest monument                                  |
| Castell de Talarn                                           | BCIN 1591-MH | Obra popular             | Talarn                                   | 42° 11′ 09″ N, 0° 54′ 04″ E / 42.18576°N,0.901025°E  | RI-51-0006492 | Castell de Talarn · Vegeu més fotos d'aquest monument · Carregueu una nova foto d'aquest monument                                                  |
| Església de Sant Martí de la Torre, o de Ballmoll           | BCIN 404-MH  | Romànic XI-XII           | La Torre de Cabdella                     | 42° 24′ 47″ N, 0° 58′ 43″ E / 42.413049°N,0.978636°E | RI-51-0012032 | Església de Sant Martí de la Torre (la Torre de Cabdella) · Vegeu més fotos d'aquest monument · Carregueu una nova foto d'aquest monument          |
| Castell-estaó                                               | BCIN 1638-MH |                          | La Torre de Cabdella Castell-estaó       | 42° 23′ 14″ N, 0° 57′ 15″ E / 42.387172°N,0.954219°E | RI-51-0006510 | Castell-estaó (la Torre de Cabdella) · Vegeu més fotos d'aquest monument · Carregueu una nova foto d'aquest monument                               |
| Església de Sant Vicenç de Cabdella                         | BCIN 1970-MH | Romànic, gòtic XII, XIV  | La Torre de Cabdella Cabdella            | 42° 28′ 25″ N, 0° 59′ 29″ E / 42.473511°N,0.991255°E | RI-51-0012122 | Església de Sant Vicenç de Cabdella (la Torre de Cabdella) · Vegeu més fotos d'aquest monument · Carregueu una nova foto d'aquest monument         |
| Muralles de Tremp                                           | BCIN 409-MH  | XIV                      | Tremp                                    | 42° 09′ 57″ N, 0° 53′ 42″ E / 42.165912°N,0.894918°E | RI-51-0006523 | Muralles de Tremp · Vegeu més fotos d'aquest monument · Carregueu una nova foto d'aquest monument                                                  |
| Església parroquial de Santa Maria de Valldeflors           | BCIN 412-MH  | Gòtic tardà, barroc XVII | Tremp Plaça de l'Església                | 42° 10′ 02″ N, 0° 53′ 44″ E / 42.16736°N,0.895427°E  | RI-51-0011606 | Església parroquial de Santa Maria de Valldeflors (Tremp) · Vegeu més fotos d'aquest monument · Carregueu una nova foto d'aquest monument          |
| Castell de Montllobar                                       | BCIN 1691-MH | Medieval                 | Tremp Serra de Montllobar, Puigverd      | 42° 09′ 01″ N, 0° 48′ 06″ E / 42.150411°N,0.801567°E | RI-51-0006524 | Castell de Montllobar (Tremp) · Vegeu més fotos d'aquest monument · Carregueu una nova foto d'aquest monument                                      |
| Castell de Santa Engràcia                                   | BCIN 1693-MH | Obra popular XI          | Tremp Santa Engràcia                     | 42° 13′ 19″ N, 0° 52′ 28″ E / 42.222035°N,0.874365°E | RI-51-0006525 | Castell de Santa Engràcia (Tremp) · Vegeu més fotos d'aquest monument · Carregueu una nova foto d'aquest monument                                  |
| Torre de Puigcercós                                         | BCIN 1694-MH | Medieval                 | Tremp Puigcercós                         | 42° 07′ 49″ N, 0° 53′ 01″ E / 42.13031°N,0.883479°E  | RI-51-0006526 | Torre de Puigcercós (Tremp) · Vegeu més fotos d'aquest monument · Carregueu una nova foto d'aquest monument                                        |
| Castell d'Orrit                                             | BCIN 1695-MH | Obra popular XI          | Tremp Orrit                              | 42° 15′ 25″ N, 0° 44′ 34″ E / 42.257068°N,0.742817°E | RI-51-0006527 | Castell d'Orrit (Tremp) · Vegeu més fotos d'aquest monument · Carregueu una nova foto d'aquest monument                                            |
| Castell de Vilamitjana, o recinte emmurallat de Vilamitjana | BCIN 1696-MH | Obra popular Medieval    | Tremp Vilamitjana                        | 42° 08′ 52″ N, 0° 55′ 09″ E / 42.147728°N,0.919171°E | RI-51-0006528 | Castell de Vilamitjana (Tremp) · Vegeu més fotos d'aquest monument · Carregueu una nova foto d'aquest monument                                     |

## Patrimoni arqueològic
La Balma de les Ovelles, de Tremp, està inscrita com a Patrimoni de la Humanitat (PH) formant part de l'art rupestre de l'arc mediterrani de la península Ibèrica.
| Monument                                   | Protecció       | Estil/època                                                                                    | Localització                                                   | Coordenades                                          | Codi?         | Imatge |
| ------------------------------------------ | --------------- | ---------------------------------------------------------------------------------------------- | -------------------------------------------------------------- | ---------------------------------------------------- | ------------- | --- |
| Castell de Bóixols                         | BCIN 4019-ZA    | Assentament militar, castell. Medieval (400/1492)                                              | Abella de la Conca Bóixols                                     | 42° 10′ 10″ N, 1° 09′ 47″ E / 42.1695°N,1.163028°E   | IPAPC-8885    | Castell de Bóixols (Abella de la Conca) · Vegeu més fotos d'aquest monument · Carregueu una nova foto d'aquest monument     |
| Castell de Faidella                        | BCIN 4018-ZA    | Assentament militar, castell. Medieval (400/1492)                                              | Abella de la Conca                                             | 42° 09′ 39″ N, 1° 08′ 23″ E / 42.160833°N,1.139639°E | IPAPC-8875    | Castell de Faidella (Abella de la Conca) · Vegeu més fotos d'aquest monument · Carregueu una nova foto d'aquest monument    |
| Castell de la Rua                          | BCIN 4017-ZA    | Assentament militar, castell. Medieval (400/1492)                                              | Abella de la Conca Cim del turó on es troba el poble de la Rua | 42° 08′ 43″ N, 1° 09′ 31″ E / 42.145333°N,1.1585°E   | IPAPC-8889    | Castell de la Rua (Abella de la Conca) · Vegeu més fotos d'aquest monument · Carregueu una nova foto d'aquest monument      |
| Castell de Sant Agustí                     | BCIN 4016-ZA    | Assentament militar, castell. Medieval (400/1492)                                              | Abella de la Conca                                             | 42° 09′ 30″ N, 1° 04′ 52″ E / 42.158389°N,1.081028°E | IPAPC-8876    | Castell de Sant Agustí (Abella de la Conca) · Vegeu més fotos d'aquest monument · Carregueu una nova foto d'aquest monument |
| Recinte fortificat de les Costes de Talarn | BCIN 4084-ZA    | Assentament militar, torre. Medieval (400/1492)                                                | Isona i Conca Dellà                                            | 42° 11′ 11″ N, 0° 56′ 32″ E / 42.186283°N,0.942136°E | IPAPC-9026    | Carregueu una nova foto d'aquest monument                                                                                   |
| Torre de Montbrú                           | BCIN 4082-ZA    | Assentament militar, torre. Medieval (400/1492)                                                | Isona i Conca Dellà Cim d'un turonet a la partida de Montbrú   | 42° 06′ 37″ N, 0° 59′ 21″ E / 42.110224°N,0.989217°E | IPAPC-9017    | Carregueu una nova foto d'aquest monument                                                                                   |
| Castell d'Alzina                           | BCIN 4085-ZA    | Assentament militar, castell. Medieval (400/1492)                                              | Sant Esteve de la Sarga                                        | 42° 05′ 05″ N, 0° 48′ 15″ E / 42.084584°N,0.804300°E | IPAPC-9072    | Carregueu una nova foto d'aquest monument                                                                                   |
| Balma de les Ovelles                       | PH BCIN 2055-ZA | Cova natural amb representació gràfica, pintura. Des de Bronze Mig a Bronze Final (-1500/-650) | Tremp Cingle del Sanat, serra de Sant Gervàs                   | 42° 19′ 14″ N, 0° 47′ 32″ E / 42.320692°N,0.792292°E | RI-55-0000546 | Carregueu una nova foto d'aquest monument                                                                                   |

A més, alguns monuments històrics estan inclosos també en l'Inventari del Patrimoni Arqueològic i Paleontològic de Catalunya (IPAPC) per tenir protegit igualment el seu subsol o l'entorn.

## Patrimoni paleontològic
| Monument                                                                                                | Protecció    | Estil/època                                  | Localització                                                                         | Coordenades | Codi?       | Imatge                                    |
| --- | ------------ | -------------------------------------------- | ------------------------------------------------------------------------------------ | ----------- | ----------- | ----------------------------------------- |
| Jaciments de dinosaures d'Abella de la Conca: icnites d'Abella I, Abella II i el Barranc de la Fonguera | BCIN 3847-ZP | Icnites, restes òssies, ous Cretaci superior | Abella de la Conca                                                                   |             | IPAPC-13034 | Carregueu una nova foto d'aquest monument |
| Jaciments de vertebrats d'Isona i Conca Dellà i de Gavet de la Conca                                    | BCIN 4185-ZP |                                              | Isona i Conca Dellà (Basturs, Sant Romà d'Abella, Orcau i Isona) i Gavet de la Conca |             | IPAPC-13195 | Carregueu una nova foto d'aquest monument |
| Jaciments dels Nerets i de Suterranya                                                                   | BCIN 3850-ZP | Campanià                                     | Tremp Suterranya i Vilamitjana                                                       |             | IPAPC-13209 | Carregueu una nova foto d'aquest monument |